# لردو (تخت بندر عباس)
لردو (بالفارسية: لردو) هي قرية تقع في إيران في قسم تخت الريفي. يقدر عدد سكانها بـ 128 نسمة .